# 日本のアニメ映画作品一覧 (1980年代)
- 映画 > 映画の一覧 > 日本の映画作品一覧 > 日本のアニメ映画作品一覧 > 日本のアニメ映画作品一覧 (1980年代)
- アニメ > アニメーション映画 > 日本のアニメ映画作品一覧 > 日本のアニメ映画作品一覧 (1980年代)
- アニメ > アニメ作品一覧 > 日本のアニメ映画作品一覧 > 日本のアニメ映画作品一覧 (1980年代)

日本のアニメ映画作品一覧 (1980年代)では、日本で制作されたアニメ映画の1980年から1989年にかけて公開された一覧を年代順に記載。
記載の凡例については日本のアニメ映画作品一覧#凡例を参照
| あ行 | か行 | さ行 | た行 | な行 | は行 | ま行 | や行 | ら行 | わ行 |
| ---- | ---- | ---- | ---- | ---- | ---- | ---- | ---- | ---- | ---- |
| あ   | か   | さ   | た   | な   | は   | ま   | や   | ら   | わ   |
| い   | き   | し   | ち   | に   | ひ   | み   |      | り   | ゐ   |
| う   | く   | す   | つ   | ぬ   | ふ   | む   | ゆ   | る   |      |
| え   | け   | せ   | て   | ね   | へ   | め   |      | れ   | ゑ   |
| お   | こ   | そ   | と   | の   | ほ   | も   | よ   | ろ   | を   |

| その他 目次 | アニメ+実写・未公開/合作 |

| 1910年代-1950年代 | 1910年代・1920年代・1930年代・1940年代・1950年代           |
| 1960年代          | 1960・1961・1962・1963・1964・1965・1966・1967・1968・1969 |
| 1970年代          | 1970・1971・1972・1973・1974・1975・1976・1977・1978・1979 |
| 1980年代          | 1980・1981・1982・1983・1984・1985・1986・1987・1988・1989 |
| 1990年代          | 1990・1991・1992・1993・1994・1995・1996・1997・1998・1999 |
| 2000年代          | 2000・2001・2002・2003・2004・2005・2006・2007・2008・2009 |
| 2010年代          | 2010・2011・2012・2013・2014・2015・2016・2017・2018・2019 |
| 2020年代          | 2020・2021・2022・2023・2024・2025・2026・2027・2028・2029 |

| 目次 | • 脚注• 注釈• 出典• 参考リンク |

## 1980年
| 公開年月日     | 作品名                                               | 上映時間 | 監督                           | 制作                 |
| -------------- | ---------------------------------------------------- | -------- | ------------------------------ | -------------------- |
| 1980年3月8日   | あしたのジョー                                       | 153分    | 福田陽一郎                     | 東京ムービー新社     |
| 1980年3月15日  | 家なき子                                             | 96分     | 出崎統                         | 東京ムービー新社     |
| 1980年3月15日  | 銀河鉄道999 ガラスのクレア                           | 17分     | 西沢信孝（チーフディレクター） | 東映動画             |
| 1980年3月15日  | 世界名作童話 森は生きている                          | 65分     | 矢吹公郎（演出）               | 東映動画             |
| 1980年3月15日  | ゼンダマン ピラミッドの謎の箱だよ!ゼンダマン         | 13分     | 大貫信夫                       | 竜の子プロダクション |
| 1980年3月15日  | 映画 ドラえもん のび太の恐竜                         | 93分     | 福冨博                         | シンエイ動画         |
| 1980年3月15日  | 花の子ルンルン こんにちわ桜の国                      | 15分     | 遠藤勇二（演出）               | 東映動画             |
| 1980年3月15日  | 火の鳥2772 愛のコスモゾーン                          | 122分    | 手塚治虫（総監督）             | 手塚プロダクション   |
| 1980年3月20日  | 鉄腕アトム 地球防衛隊                                | 24分     | 高木厚（演出）                 | 虫プロダクション     |
| 1980年4月26日  | 地球へ…                                              | 119分    | 恩地日出夫                     | 東映動画             |
| 1980年5月3日   | がんばれ!! タブチくん!! 第2弾 激闘ペナントレース     | 94分     | 芝山努                         | 東京ムービー新社     |
| 1980年7月12日  | ゲゲゲの鬼太郎                                       | 12分     | 笠井由勝（演出）               | 東映動画             |
| 1980年7月12日  | 魔法少女ララベル 海が呼ぶ夏休み                      | 15分     | 福島和美（演出）               | 東映動画             |
| 1980年7月19日  | 11ぴきのねこ                                         | 83分     | 藤本四郎（演出）               | グループ・タック     |
| 1980年7月19日  | 母をたずねて三千里                                   | 107分    | 高畑勲（演出）                 | 日本アニメーション   |
| 1980年7月26日  | まことちゃん                                         | 85分     | 芝山努                         | 東京ムービー新社     |
| 1980年8月2日   | ヤマトよ永遠に                                       | 145分    | 舛田利雄、松本零士             | 東映動画             |
| 1980年12月13日 | がんばれ!! タブチくん!! 初笑い第3弾 あゝツッパリ人生 | 96分     | 芝山努                         | 東京ムービー新社     |
| 1980年12月20日 | サイボーグ009 超銀河伝説                             | 130分    | 明比正行                       | 東映動画             |

## 1981年
| 公開年月日     | 作品名                                                  | 上映時間 | 監督                           | 制作                         |
| -------------- | ------------------------------------------------------- | -------- | ------------------------------ | ---------------------------- |
| 1981年3月14日  | 一休さん 春だ!やんちゃ姫                                | 15分     | 矢吹公郎（チーフディレクター） | 東映動画                     |
| 1981年3月14日  | 宇宙戦艦ヤマト 新たなる旅立ち                           | 95分     | 西崎義展（総監督）             | オフィス・アカデミー         |
| 1981年3月14日  | おじゃまんが山田くん                                    | 27分     | 光延博愛（チーフディレクター） |                              |
| 1981年3月14日  | 怪物くん 怪物ランドへの招待                             | 75分     | 福富博                         | シンエイ動画                 |
| 1981年3月14日  | 機動戦士ガンダム                                        | 137分    | 富野喜幸（総監督）             | 日本サンライズ               |
| 1981年3月14日  | 世界名作童話 白鳥の湖                                   | 75分     | 矢吹公郎（演出）               | 東映動画                     |
| 1981年3月14日  | タイムパトロール隊オタスケマン アターシャの結婚披露宴!? | 15分     | 大貫信夫                       | タツノコプロ                 |
| 1981年3月14日  | 映画 ドラえもん のび太の宇宙開拓史                      | 91分     | 西牧秀夫                       | シンエイ動画                 |
| 1981年3月14日  | ユニコ                                                  | 90分     | 平田敏夫（演出）               | マッドハウス                 |
| 1981年3月20日  | 悪魔と姫ぎみ                                            | 30分     | 高橋良輔（演出）               | 東映動画                     |
| 1981年3月20日  | 夏への扉                                                | 60分     | 真崎守（演出）                 | 東映動画                     |
| 1981年4月11日  | じゃりン子チエ                                          | 110分    | 高畑勲                         | 東京ムービー新社             |
| 1981年4月11日  | フリテンくん                                            | 75分     | 杉山卓                         | ナック                       |
| 1981年7月4日   | あしたのジョー2                                         | 112分    | 出崎統                         | 東京ムービー新社             |
| 1981年7月4日   | キャプテン                                              | 95分     | 出﨑哲                         | エイケン                     |
| 1981年7月11日  | 機動戦士ガンダムII 哀・戦士編                           | 134分    | 富野喜幸（総監督）             | 日本サンライズ               |
| 1981年7月18日  | シリウスの伝説                                          | 100分    | 波多正美                       | サンリオ                     |
| 1981年7月18日  | Dr.スランプ アラレちゃん ハロー!不思議島                | 25分     | 岡崎稔（演出）                 | 東映動画                     |
| 1981年7月21日  | グリックの冒険                                          | 85分     | 西牧秀夫                       | スタジオ古留美               |
| 1981年8月1日   | さよなら銀河鉄道999 アンドロメダ終着駅                  | 130分    | りんたろう                     | 東映動画                     |
| 1981年8月1日   | 映画 ドラえもん ぼく、桃太郎のなんなのさ                | 47分     | 神田武幸                       | シンエイ動画                 |
| 1981年8月1日   | 21エモン 宇宙へいらっしゃい!                            | 92分     | 芝山努                         | シンエイ動画                 |
| 1981年11月28日 | 花の係長                                                | 59分     | 岡崎稔（演出）、石黒昇（演出） | 東京ムービー新社             |
| 1981年11月28日 | マンザイ太閤記                                          | 99分     | 沢田隆治、高屋敷英夫           | 東京ムービー新社             |
| 1981年12月19日 | 宇宙戦士バルディオス                                    | 118分    | 鳥海永行                       | 葦プロダクション、国際映画社 |

## 1982年
| 公開年月日     | 作品名                                     | 上映時間 | 監督                           | 制作               |
| -------------- | ------------------------------------------ | -------- | ------------------------------ | ------------------ |
| 1982年1月23日  | セロ弾きのゴーシュ                         | 63分     | 高畑勲                         | オープロダクション |
| 1982年3月13日  | あさりちゃん 愛のメルヘン少女              | 25分     | 福島和美（演出）               | 東映動画           |
| 1982年3月13日  | おはよう!スパンク                          | 99分     | 吉田しげつぐ                   | 東京ムービー新社   |
| 1982年3月13日  | 怪物くん デーモンの剣                      | 52分     | 福富博                         | シンエイ動画       |
| 1982年3月13日  | 機動戦士ガンダムIII めぐりあい宇宙編       | 141分    | 富野喜幸（総監督）             | 日本サンライズ     |
| 1982年3月13日  | 世界名作童話 アラジンと魔法のランプ        | 65分     | 笠井由勝（演出）               | 東映動画           |
| 1982年3月13日  | 1000年女王                                 | 121分    | 明比正行                       | 東映動画           |
| 1982年3月13日  | 映画 ドラえもん のび太の大魔境             | 92分     | 西牧秀夫                       | シンエイ動画       |
| 1982年3月13日  | 忍者ハットリくん ニンニン忍法絵日記の巻    | 31分     | 笹川ひろし（総監督）           | シンエイ動画       |
| 1982年3月13日  | まんが日本昔ばなし ほらふき天狗/おけさねこ | 24分     | 小林三男（チーフディレクター） | グループ・タック   |
| 1982年3月20日  | 新・ど根性ガエル ど根性夢枕                | 40分     | 芝山努                         | 東京ムービー新社   |
| 1982年3月20日  | 象のいない動物園                           | 79分     | 前田庸生                       | グループ・タック   |
| 1982年4月24日  | 戦国魔神ゴーショーグン                     | 65分     | 湯山邦彦                       | 葦プロダクション   |
| 1982年4月24日  | 浮浪雲                                     | 91分     | 真崎守                         | 東映動画           |
| 1982年7月3日   | コブラ                                     | 99分     | 出崎統                         | 東京ムービー新社   |
| 1982年7月10日  | 伝説巨神イデオン 接触篇                    | 84分     | 富野喜幸                       | 日本サンライズ     |
| 1982年7月10日  | 伝説巨神イデオン 発動篇                    | 99分     | 富野喜幸                       | 日本サンライズ     |
| 1982年7月10日  | Dr.SLUMP                                   | 90分     | 永丘昭典                       | 東映動画           |
| 1982年7月28日  | わが青春のアルカディア                     | 130分    | 勝間田具治                     | 東映動画           |
| 1982年8月7日   | テクノポリス21C                            | 79分     | 松本正志（総監督）             | スタジオぬえ       |
| 1982年8月21日  | 巨人の星                                   | 110分    | 長浜忠夫、出﨑哲               | 東京ムービー新社   |
| 1982年9月      | トビウオのぼうやはびょうきです             | 19分     | 宮崎一哉、坂谷紀之             |                    |
| 1982年10月24日 | 対馬丸 さようなら沖縄                      | 70分     | 小林治                         | 亜細亜堂           |
| 1982年10月30日 | FUTURE WAR 198X年                          | 125分    | 舛田利雄、勝間田具治           | 東映動画           |
| 1982年12月18日 | 六神合体ゴッドマーズ                       | 97分     | 今沢哲男                       | 東京ムービー新社   |

## 1983年
| 公開年月日    | 作品名                                           | 上映時間 | 監督                           | 制作             |
| ------------- | ------------------------------------------------ | -------- | ------------------------------ | ---------------- |
| 1983年2月11日 | うる星やつら オンリー・ユー                      | 80分     | 押井守                         | スタジオぴえろ   |
| 1983年3月12日 | クラッシャージョウ                               | 132分    | 安彦良和                       | 日本サンライズ   |
| 1983年3月12日 | 幻魔大戦                                         | 135分    | りん・たろう                   | マッドハウス     |
| 1983年3月12日 | 映画 ドラえもん のび太の海底鬼岩城               | 95分     | 芝山努                         | シンエイ動画     |
| 1983年3月12日 | 忍者ハットリくん ニンニンふるさと大作戦の巻      | 53分     | 笹川ひろし（総監督）           | シンエイ動画     |
| 1983年3月12日 | パーマン バードマンがやって来た!!                | 25分     | 鈴木伸一                       | シンエイ動画     |
| 1983年3月13日 | Dr.スランプ アラレちゃん ほよよ!世界一周大レース | 52分     | 岡崎稔（演出）                 | 東映動画         |
| 1983年3月13日 | まんがイソップ物語                               | 61分     | ひこねのりお                   | 東映動画         |
| 1983年3月19日 | 宇宙戦艦ヤマト 完結編                            | 158分    | 勝間田具治、西崎義展           | 東映動画         |
| 1983年4月29日 | ジェレミーの木                                   | 20分     | 前田庸生（アニメーション監督） | グループ・タック |
| 1983年4月29日 | ノエルの不思議な冒険                             | 70分     | 前田庸生                       | グループ・タック |
| 1983年5月28日 | ゴルゴ13                                         | 95分     | 出崎統                         | 東京ムービー新社 |
| 1983年7月9日  | ザブングルグラフィティ                           | 84分     | 富野由悠季                     | 日本サンライズ   |
| 1983年7月9日  | チョロQダグラム                                  | 8分      | 高橋良輔（演出）               | 日本サンライズ   |
| 1983年7月9日  | ドキュメント太陽の牙ダグラム                     | 80分     | 高橋良輔                       | 日本サンライズ   |
| 1983年7月10日 | パタリロ! スターダスト計画                       | 48分     | 西沢信孝                       | 東映動画         |
| 1983年7月16日 | ユニコ 魔法の島へ                                | 91分     | 村野守美                       | マッドハウス     |
| 1983年7月21日 | はだしのゲン                                     | 85分     | 真崎守                         | マッドハウス     |
| 1983年9月16日 | ナイン                                           | 71分     | 杉井ギサブロー                 | グループ・タック |

## 1984年
| 公開年月日     | 作品名                                         | 上映時間 | 監督                 | 制作                           |
| -------------- | ---------------------------------------------- | -------- | -------------------- | ------------------------------ |
| 1984年2月11日  | うる星やつら2 ビューティフル・ドリーマー       | 98分     | 押井守               | スタジオぴえろ                 |
| 1984年2月11日  | 綿の国星                                       | 92分     | 辻伸一               | 虫プロダクション               |
| 1984年3月4日   | 冒険者たち ガンバと7匹のなかま                 | 93分     | 出崎統               | 東京ムービー新社               |
| 1984年3月10日  | 少年ケニヤ                                     | 109分    | 大林宣彦、今沢哲男   | 東映動画                       |
| 1984年3月11日  | 風の谷のナウシカ                               | 116分    | 宮崎駿               | トップクラフト                 |
| 1984年3月11日  | 超人ロック                                     | 120分    | 福富博               | 日本アニメーション             |
| 1984年3月11日  | 未来少年コナン 特別編 巨大機ギガントの復活     | 49分     | 宮崎駿（演出）       | 日本アニメーション             |
| 1984年3月11日  | 名探偵ホームズ 青い紅玉の巻/海底の財宝の巻     | 46分     | 宮崎駿               | 東京ムービー新社               |
| 1984年3月17日  | ウルトラマンキッズ M7.8星のゆかいな仲間        | 25分     | 永樹凡人（演出）     | クリムランド                   |
| 1984年3月17日  | おしん                                         | 123分    | 山本暎一             | サンリオ                       |
| 1984年3月17日  | 映画 ドラえもん のび太の魔界大冒険             | 98分     | 芝山努               | シンエイ動画                   |
| 1984年3月17日  | 忍者ハットリくん+パーマン 超能力ウォーズ       | 52分     | 笹川ひろし（総監督） | シンエイ動画                   |
| 1984年7月7日   | SF新世紀 レンズマン                            | 107分    | 広川和之、川尻善昭   | マッドハウス                   |
| 1984年7月8日   | パパママバイバイ                               | 75分     | 設楽博               | 東映動画                       |
| 1984年7月14日  | キン肉マン                                     | 48分     | 白土武               | 東映動画                       |
| 1984年7月14日  | The♥かぼちゃワイン ニタの愛情物語              | 24分     | 矢吹公郎（演出）     | 東映動画                       |
| 1984年7月21日  | 超時空要塞マクロス 愛・おぼえていますか        | 115分    | 石黒昇、河森正治     | 竜の子プロ                     |
| 1984年7月21日  | BIRTH                                          | 80分     | 貞光紳也             | あいどる、カナメプロダクション |
| 1984年8月4日   | 地球物語 テレパス2500                          | 105分    | 山根成之             | 竜の子プロダクション           |
| 1984年9月22日  | カッくんカフェ                                 | 86分     | 小林治               | 亜細亜堂                       |
| 1984年12月22日 | キン肉マン 大暴れ!正義超人                     | 48分     | 白土武               | 東映動画                       |
| 1984年12月22日 | Dr.スランプ アラレちゃん ほよよ!ナナバ城の秘宝 | 48分     | 芝田浩樹             | 東映動画                       |

## 1985年
| 公開年月日     | 作品名                                                                  | 上映時間 | 監督                                 | 制作                               |
| -------------- | ----------------------------------------------------------------------- | -------- | ------------------------------------ | ---------------------------------- |
| 1985年1月26日  | うる星やつら3 リメンバー・マイ・ラヴ                                    | 69分     | やまざきかずお                       | スタジオディーン                   |
| 1985年3月9日   | カムイの剣                                                              | 132分    | りんたろう                           | マッドハウス                       |
| 1985年3月9日   | ボビーに首ったけ                                                        | 44分     | 平田敏夫                             | マッドハウス                       |
| 1985年3月16日  | アレイの鏡 Way to the Virgin Space                                      | 25分     | 森下孝三                             | 東映動画                           |
| 1985年3月16日  | キン肉マン 正義超人vs古代超人                                           | 45分     | 山吉康夫                             | 東映動画                           |
| 1985年3月16日  | Gu-Guガンモ                                                             | 45分     | 永丘昭典                             | 東映動画                           |
| 1985年3月16日  | ごんぎつね                                                              | 76分     | 前田康成                             | スタジオぎゃろっぷ、アニメフレンド |
| 1985年3月16日  | 映画 ドラえもん のび太の宇宙小戦争                                      | 98分     | 芝山努                               | シンエイ動画                       |
| 1985年3月16日  | とんがり帽子のメモル                                                    | 15分     | 佐藤順一（演出）                     | 東映動画                           |
| 1985年3月16日  | 忍者ハットリくん+パーマン 忍者怪獣ジッポウVSミラクル卵                  | 52分     | 笹川ひろし（総監督）                 | シンエイ動画                       |
| 1985年3月23日  | メガゾーン23                                                            | 107分    | 石黒昇                               | アートランド、アートミック         |
| 1985年4月27日  | 戦国魔神ゴーショーグン 時の異邦人                                       | 90分     | 湯山邦彦                             | 葦プロダクション                   |
| 1985年6月22日  | ペンギンズ・メモリー 幸福物語                                           | 101分    | 木村俊士                             | アニメーションスタッフルーム       |
| 1985年7月13日  | キャプテン翼 ヨーロッパ大決戦                                           | 41分     | 光延博愛（チーフディレクター）       | 土田プロダクション                 |
| 1985年7月13日  | 銀河鉄道の夜                                                            | 107分    | 杉井ギサブロー                       | グループ・タック                   |
| 1985年7月13日  | キン肉マン 逆襲!宇宙かくれ超人                                          | 39分     | 山吉康夫                             | 東映動画                           |
| 1985年7月13日  | Dr.スランプ アラレちゃん ほよよ!夢の都メカポリス                        | 38分     | 芦田豊雄（演出）、竹之内和久（演出） | 東映動画                           |
| 1985年7月13日  | ルパン三世 バビロンの黄金伝説                                           | 100分    | 鈴木清順、吉田しげつぐ               | 東京ムービー新社                   |
| 1985年7月20日  | エリア88                                                                | 98分     | 鳥海永行                             | スタジオぴえろ                     |
| 1985年7月20日  | ジャスティ                                                              | 44分     | 高橋資祐                             | スタジオぴえろ                     |
| 1985年8月3日   | 魔法の天使クリィミーマミ Long Good-Bye                                  | 53分     | 望月智充（演出）                     | スタジオぴえろ                     |
| 1985年8月3日   | 魔法の天使 クリィミーマミ VS 魔法のプリンセス ミンキーモモ 劇場の大決戦 | 3分      | 望月智充（演出）                     |                                    |
| 1985年8月3日   | 魔法のプリンセス ミンキーモモ 夢の中の輪舞                              | 87分     | 湯山邦彦                             | 葦プロダクション                   |
| 1985年8月10日  | オーディーン 光子帆船スターライト                                       | 139分    | 舛田利雄（総監督）                   | 東映動画                           |
| 1985年10月26日 | 妖精フローレンス                                                        | 90分     | 波多正美                             | サンリオ                           |
| 1985年12月21日 | キャプテン翼 危うし! 全日本Jr.                                          | 60分     | 光延博愛（チーフディレクター）       | 土田プロダクション                 |
| 1985年12月21日 | キン肉マン 晴れ姿!正義超人                                              | 60分     | 川田武範                             | 東映動画                           |
| 1985年12月21日 | ゲゲゲの鬼太郎                                                          | 24分     | 白土武                               | 東映動画                           |
| 1985年12月21日 | 幻夢戦記レダ                                                            | 70分     | 湯山邦彦                             | カナメプロダクション               |
| 1985年12月21日 | VAMPIRE HUNTER D                                                        | 80分     | 芦田豊雄                             | 葦プロダクション                   |
| 1985年12月22日 | 天使のたまご                                                            | 75分     | 押井守                               | スタジオディーン                   |

## 1986年
| 公開年月日     | 作品名                                                                 | 上映時間 | 監督                                             | 制作                                       |
| -------------- | ---------------------------------------------------------------------- | -------- | ------------------------------------------------ | ------------------------------------------ |
| 1986年2月22日  | うる星やつら4 ラム・ザ・フォーエバー                                   | 95分     | やまざきかずお                                   | スタジオディーン                           |
| 1986年3月8日   | 北斗の拳                                                               | 110分    | 芦田豊雄                                         | 東映動画                                   |
| 1986年3月15日  | アリオン                                                               | 118分    | 安彦良和                                         | 日本サンライズ                             |
| 1986年3月15日  | オバケのQ太郎 とびだせ! バケバケ大作戦                                 | 14分     | 笹川ひろし（総監督）                             | シンエイ動画                               |
| 1986年3月15日  | キャプテン翼 明日に向かって走れ!                                       | 35分     | 中村憲由（演出）                                 | 土田プロダクション                         |
| 1986年3月15日  | キン肉マン ニューヨーク危機一髪!                                       | 45分     | 川田武範                                         | 東映動画                                   |
| 1986年3月15日  | ゲゲゲの鬼太郎 妖怪大戦争                                              | 40分     | 葛西治                                           | 東映動画                                   |
| 1986年3月15日  | 映画 ドラえもん のび太と鉄人兵団                                       | 97分     | 芝山努                                           | シンエイ動画                               |
| 1986年3月15日  | プロゴルファー猿 スーパーGOLFワールドへの挑戦!                         | 44分     | 西村純二                                         | シンエイ動画                               |
| 1986年3月21日  | 県立地球防衛軍                                                         | 49分     | 早川啓二                                         | スタジオぎゃろっぷ                         |
| 1986年3月21日  | ザ ヒューマノイド                                                      | 46分     | 政木伸一                                         | カナメプロダクション                       |
| 1986年3月21日  | るーみっくわーるど 炎トリッパー                                        | 48分     | 高橋資祐                                         | スタジオぴえろ                             |
| 1986年4月12日  | タッチ 背番号のないエース                                              | 95分     | 杉井ギサブロー                                   | グループ・タック                           |
| 1986年4月26日  | メガゾーン23 PART II 秘密く・だ・さ・い                                | 80分     | 板野一郎                                         | AIC、アートランド、アートミック            |
| 1986年6月14日  | はだしのゲン2                                                          | 86分     | 平田敏夫                                         | マッドハウス                               |
| 1986年6月21日  | 旅立ち 亜美・終章                                                      | 40分     | びっくり箱                                       | A.P.P.P                                    |
| 1986年6月21日  | プロジェクトA子                                                        | 83分     | 西島克彦                                         | A.P.P.P.                                   |
| 1986年7月12日  | キャプテン翼 世界大決戦!! Jr.ワールドカップ                            | 57分     | 岡本達也（演出）                                 | 土田プロダクション、東映動画               |
| 1986年7月12日  | ゲゲゲの鬼太郎 最強妖怪軍団!日本上陸!!                                 | 49分     | 芹川有吾                                         | 東映動画                                   |
| 1986年7月12日  | ハイスクール!奇面組                                                    | 51分     | 森脇真琴（演出）、三沢伸（演出）、福冨博（演出） | スタジオコメット                           |
| 1986年7月12日  | メイプルタウン物語                                                     | 24分     | 貝沢幸男                                         | 東映動画                                   |
| 1986年7月19日  | アモン・サーガ                                                         | 72分     | 大賀俊二                                         | センテスタジオ                             |
| 1986年7月19日  | 愛しのベティ 魔物語                                                    | 53分     | 小池一夫（総監督）                               | ビッグバン                                 |
| 1986年7月19日  | ウインダリア                                                           | 102分    | 湯山邦彦                                         | カナメプロダクション                       |
| 1986年7月20日  | スーパーマリオブラザーズ ピーチ姫救出大作戦!                           | 60分     | 波多正美                                         | グルーパープロダクション                   |
| 1986年7月20日  | RUNNING BOY スター・ソルジャーの秘密                                   | 55分     | 小華和ためお                                     | フィルムリンク・インターナショナル         |
| 1986年7月26日  | アイ・シティ                                                           | 86分     | 真下耕一                                         | 葦プロダクション                           |
| 1986年7月26日  | GALLFORCE ETERNAL STORY                                                | 86分     | 秋山勝仁                                         | アートミック、AIC、アニメイトフィルム      |
| 1986年8月2日   | 銀河漂流バイファム 消えた12人                                          | 57分     | 神田武幸                                         | 日本サンライズ                             |
| 1986年8月2日   | 装甲騎兵ボトムズ ザ・ラストレッドショルダー                            | 53分     | 高橋良輔                                         | 日本サンライズ                             |
| 1986年8月2日   | ダーティペアの大勝負 ノーランディアの謎                                | 57分     | 奥脇雅晴                                         | 日本サンライズ                             |
| 1986年8月2日   | 天空の城ラピュタ                                                       | 124分    | 宮崎駿                                           | スタジオジブリ                             |
| 1986年8月2日   | 名探偵ホームズ ミセス・ハドソン人質事件の巻/ドーバー海峡の大空中戦の巻 | 47分     | 御厨恭輔                                         | 東京ムービー新社                           |
| 1986年8月23日  | 11ぴきのねことあほうどり                                               | 90分     | 小華和ためお                                     | グループ・タック                           |
| 1986年11月1日  | 11人いる!                                                              | 91分     | 出﨑哲、冨永恒雄                                 | キティ・フィルム                           |
| 1986年11月1日  | 扉を開けて                                                             | 81分     | 清水恵蔵                                         | マジックバス                               |
| 1986年12月13日 | 強殖装甲ガイバー                                                       | 53分     | 渡辺浩                                           | スタジオライブ                             |
| 1986年12月13日 | GREY デジタル・ターゲット                                              | 73分     | 出﨑哲                                           | 葦プロダクション                           |
| 1986年12月13日 | タッチ2 さよならの贈り物                                               | 80分     | 杉井ギサブロー（総監督）                         | グループ・タック                           |
| 1986年12月20日 | キン肉マン 正義超人vs戦士超人                                          | 51分     | 山吉康夫                                         | 東映動画                                   |
| 1986年12月20日 | ゲゲゲの鬼太郎 激突!!異次元妖怪の大反乱                                | 48分     | 芝田浩樹                                         | 東映動画                                   |
| 1986年12月20日 | 時空の旅人                                                             | 91分     | 真崎守                                           | プロジェクトチーム・アルゴス、マッドハウス |
| 1986年12月20日 | DRAGON BALL                                                            | 50分     | 西尾大介                                         | 東映動画                                   |
| 1986年12月20日 | 火の鳥 鳳凰編                                                          | 60分     | りんたろう                                       | マッドハウス                               |

## 1987年
| 公開年月日     | 作品名                                             | 上映時間 | 監督                             | 制作                           |
| -------------- | -------------------------------------------------- | -------- | -------------------------------- | ------------------------------ |
| 1987年3月14日  | 王立宇宙軍                                         | 119分    | 山賀博之                         | GAINAX                         |
| 1987年3月14日  | オバケのQ太郎 とびだせ!1/100大作戦                 | 15分     | 笹川ひろし（総監督）             | シンエイ動画                   |
| 1987年3月14日  | グリム童話 金の鳥                                  | 52分     | 平田敏夫                         | 東映動画                       |
| 1987年3月14日  | 新メイプルタウン物語 パームタウン編                | 31分     | 設楽博                           | 東映動画                       |
| 1987年3月14日  | ダーティペア                                       | 81分     | 真下耕一                         | 日本サンライズ                 |
| 1987年3月14日  | 映画 ドラえもん のび太と竜の騎士                   | 91分     | 芝山努                           | シンエイ動画                   |
| 1987年3月14日  | バツ&テリー                                        | 79分     | アミノテツロー                   | 日本サンライズ                 |
| 1987年3月14日  | プロゴルファー猿 甲賀秘境! 影の忍法ゴルファー参上! | 40分     | 西村純二                         | シンエイ動画                   |
| 1987年3月27日  | デジタル・デビル物語 女神転生                      | 45分     | 西久保瑞穂                       | アニメイトフィルム             |
| 1987年3月27日  | みんなあげちゃう♡                                  | 38分     | 上村修                           | ムービック                     |
| 1987年4月11日  | タッチ3 君が通り過ぎたあとに                       | 83分     | 杉井ギサブロー（総監督）         | グループ・タック               |
| 1987年4月25日  | 妖獣都市                                           | 80分     | 川尻善昭                         | マッドハウス                   |
| 1987年4月      | ほえろブンブン                                     | 65分     | 平田敏夫                         | マッドハウス                   |
| 1987年7月14日  | TWD EXPRESS ローリングテイクオフ                   | 55分     | 湯山邦彦                         | スタジオぎゃろっぷ             |
| 1987年7月14日  | マップス 伝説のさまよえる星人たち                  | 51分     | 早川啓二                         | スタジオぎゃろっぷ             |
| 1987年7月18日  | 聖闘士星矢                                         | 45分     | 森下孝三                         | 東映動画                       |
| 1987年7月18日  | DRAGON BALL 魔神城のねむり姫                       | 45分     | 西尾大介                         | 東映動画                       |
| 1987年7月21日  | Bugってハニー メガロム少女舞4622                   | 48分     | 永丘昭典                         | 東京ムービー新社               |
| 1987年8月1日   | あいつとララバイ 水曜日のシンデレラ                | 50分     | 高橋資祐                         | スタジオぴえろ                 |
| 1987年8月1日   | バリバリ伝説                                       | 85分     | 上村修（演出）、池上誉優（演出） | スタジオぴえろ                 |
| 1987年8月15日  | チロヌップのきつね                                 | 72分     | 今沢哲男                         | スタジオジュニオ               |
| 1987年9月25日  | 迷宮物語                                           | 50分     | りんたろう、川尻善昭、大友克洋   | マッドハウス                   |
| 1987年10月24日 | 湘南爆走族III 10オンスの絆                         | 52分     | 西沢信孝                         | 東映動画                       |
| 1987年10月24日 | 勝利投手                                           | 72分     | 芝田浩樹                         | 東映動画                       |
| 1987年12月18日 | ルパン三世 風魔一族の陰謀                          | 73分     | 大関雅幸（演出）                 | 東京ムービー新社               |
| 1987年12月19日 | 紫式部 源氏物語                                    | 110分    | 杉井ギサブロー                   | グループ・タック               |
| 1987年         | 怪盗ジゴマ 音楽篇                                  | 23分     | 和田誠（演出）                   | アニメーション・スタッフルーム |

## 1988年
| 公開年月日     | 作品名                                                | 上映時間 | 監督                 | 制作                          |
| -------------- | ----------------------------------------------------- | -------- | -------------------- | ----------------------------- |
| 1988年2月6日   | うる星やつら 完結篇                                   | 85分     | 出﨑哲               | マジックバス                  |
| 1988年2月6日   | 恐怖のバイオ人間 最終教師                             | 60分     | 芦田豊雄             | アニメイトフィルム、J.C.STAFF |
| 1988年2月6日   | 銀河英雄伝説 わが征くは星の大海                       | 60分     | 石黒昇               | マッドハウス、アートランド    |
| 1988年2月6日   | めぞん一刻 完結篇                                     | 65分     | 望月智充             | 亜細亜堂                      |
| 1988年2月13日  | 森の伝説                                              | 29分     | 手塚治虫             | 手塚プロダクション            |
| 1988年3月12日  | ウルトラB ブラックホールからの独裁者B・B              | 20分     | 笹川ひろし（総監督） | シンエイ動画                  |
| 1988年3月12日  | エスパー魔美 星空のダンシングドール                   | 41分     | 原恵一               | シンエイ動画                  |
| 1988年3月12日  | 機動戦士ガンダム 逆襲のシャア                         | 120分    | 富野由悠季           | サンライズ                    |
| 1988年3月12日  | 機動戦士SDガンダム                                    | （不明） | 関田修（演出）       | サンライズ                    |
| 1988年3月12日  | 聖闘士星矢 神々の熱き戦い                             | 46分     | 山内重保             | 東映動画                      |
| 1988年3月12日  | 映画 ドラえもん のび太のパラレル西遊記                | 90分     | 芝山努               | シンエイ動画                  |
| 1988年3月12日  | ビックリマン 第一次聖魔大戦                           | 30分     | 角銅博之             | 東映動画                      |
| 1988年3月12日  | レディレディ!!                                        | 27分     | 設楽博               | 東映動画                      |
| 1988年4月16日  | となりのトトロ                                        | 88分     | 宮崎駿               | スタジオジブリ                |
| 1988年4月16日  | 火垂るの墓                                            | 88分     | 高畑勲               | スタジオジブリ                |
| 1988年7月9日   | エースをねらえ!2                                      | 90分     | 古瀬登               | 東京ムービー新社              |
| 1988年7月9日   | 現世守護神 ぴーひょろ一家                             | 30分     | 出﨑哲               | マジックバス                  |
| 1988年7月9日   | 闘将!!拉麵男                                          | 26分     | 明比正行             | 東映動画                      |
| 1988年7月9日   | DRAGON BALL 摩訶不思議大冒険                          | 46分     | 竹之内和人           | 東映動画                      |
| 1988年7月9日   | ビックリマン 無縁ゾーンの秘宝                         | 45分     | 佐藤順一             | 東映動画                      |
| 1988年7月16日  | AKIRA                                                 | 124分    | 大友克洋             | 東京ムービー新社              |
| 1988年7月21日  | 白旗の少女 琉子                                       | 61分     | 出﨑哲               | マジックバス                  |
| 1988年7月23日  | 魁!!男塾                                              | 71分     | 今沢哲男             | 東映動画                      |
| 1988年7月23日  | 聖闘士星矢 真紅の少年伝説                             | 75分     | 山内重保             | 東映動画                      |
| 1988年7月26日  | 遠山桜宇宙帖 奴の名はゴールド                         | 60分     | 梅澤淳稔             | 東映動画                      |
| 1988年8月23日  | はれときどきぶた                                      | 74分     | 平田敏夫             | オープロダクション            |
| 1988年9月23日  | 県立海空高校野球部員 山下たろーくん                   | 35分     | 芝山努               | シンエイ動画                  |
| 1988年10月1日  | きまぐれオレンジ★ロード あの日にかえりたい            | 69分     | 望月智充             | スタジオぴえろ                |
| 1988年10月1日  | 陽あたり良好! KA・SU・MI 夢の中に君がいた             | 67分     | 小熊公晴             | グループ・タック              |
| 1988年12月24日 | シニカル・ヒステリー・アワー 第1話 トリップコースター | 8分      | 玖保キリコ           | グループ・タック              |

## 1989年
| 公開年月日     | 作品名                                                               | 上映時間 | 監督                | 制作                             |
| -------------- | -------------------------------------------------------------------- | -------- | ------------------- | -------------------------------- |
| 1989年2月4日   | シニカル・ヒステリー・アワー 第2話 へんしん!                         | 8分      | 玖保キリコ          | グループ・タック                 |
| 1989年3月11日  | アニメ三銃士 アラミスの冒険                                          | 46分     | 湯山邦彦            | スタジオぎゃろっぷ               |
| 1989年3月11日  | ヴイナス戦記                                                         | 103分    | 安彦良和            | 九月社                           |
| 1989年3月11日  | 宇宙皇子                                                             | 82分     | 吉田憲二            | 日本アニメーション               |
| 1989年3月11日  | おねがい!サミアどん                                                  | 30分     | 小林治              | 東京ムービー新社                 |
| 1989年3月11日  | それいけ!アンパンマン キラキラ星の涙                                 | 75分     | 永丘昭典            | 東京ムービー新社                 |
| 1989年3月11日  | 映画 ドラえもん のび太の日本誕生                                     | 100分    | 芝山努              | シンエイ動画                     |
| 1989年3月11日  | ドラミちゃん ミニドラSOS!!!                                          | 40分     | 森脇真琴            | シンエイ動画                     |
| 1989年3月11日  | The Five Star Stories                                                | 65分     | やまざきかずお      | サンライズ                       |
| 1989年3月11日  | ロボタン                                                             | 30分     | 奥脇雅晴            | 東京ムービー新社                 |
| 1989年3月18日  | おそ松くん スイカの星からこんにちはザンス!                           | 25分     | 鴫野彰              | スタジオぴえろ                   |
| 1989年3月18日  | 聖闘士星矢 最終聖戦の戦士たち                                        | 45分     | 明比正行            | 東映動画                         |
| 1989年3月18日  | 超神伝説 うろつき童子                                                | 106分    | 高山秀樹            | フェニックス・エンタテインメント |
| 1989年3月18日  | ひみつのアッコちゃん                                                 | 25分     | 芝田浩樹（演出）    | 東映動画                         |
| 1989年4月8日   | シニカル・ヒステリー・アワー 第3話 夜は楽しい                        | 8分      | 玖保キリコ          | グループ・タック                 |
| 1989年4月29日  | ウルトラマンキッズ                                                   | 4分      | 日下部光雄          |                                  |
| 1989年4月29日  | ウルトラマンUSA                                                      | 78分     | 日下部光雄          | 葦プロ                           |
| 1989年5月27日  | 戦国奇譚 妖刀伝 総集編                                               | 87分     | 山崎理              | J.C.STAFF                        |
| 1989年6月10日  | トップをねらえ!                                                      | 60分     | 庵野秀明            | GAINAX                           |
| 1989年6月17日  | CITY HUNTER 愛と宿命のマグナム                                       | 85分     | こだま兼嗣          | サンライズ                       |
| 1989年6月24日  | シニカル・ヒステリー・アワー 第4話 うたかたのうた                    | 8分      | 玖保キリコ          | グループ・タック                 |
| 1989年7月15日  | 悪魔くん                                                             | 40分     | 佐藤順一            | 東映動画                         |
| 1989年7月15日  | 機動警察パトレイバー the Movie                                       | 98分     | 押井守              | スタジオディーン                 |
| 1989年7月15日  | 機動戦士SDガンダムの逆襲 嵐を呼ぶ学園祭                              | 12分     | アミノテツロー      | サンライズ                       |
| 1989年7月15日  | 機動戦士SDガンダムの逆襲 SD戦国伝 暴終空城の章                       | 12分     | アミノテツロー      | サンライズ                       |
| 1989年7月15日  | DRAGON BALL Z                                                        | 40分     | 西尾大介            | 東映動画                         |
| 1989年7月15日  | ひみつのアッコちゃん 海だ! おばけだ!! 夏まつり                       | 25分     | 久岡敬史（演出）    | 東映動画                         |
| 1989年7月22日  | キキとララの青い鳥                                                   | 60分     | 波多正美            | サンリオ                         |
| 1989年7月22日  | ハローキティのシンデレラ                                             | 30分     | 波多正美（総監督）  | サンリオ                         |
| 1989年7月22日  | マイメロディの赤ずきん                                               | 30分     | 波多正美 （総監督） | サンリオ                         |
| 1989年7月29日  | 魔女の宅急便                                                         | 103分    | 宮崎駿              | スタジオジブリ                   |
| 1989年9月16日  | ザ・ボーグマン ラストバトル                                          | 60分     | 根岸弘              | 葦プロダクション                 |
| 1989年10月7日  | プロジェクトA子 完結篇                                               | 60分     | もりやまゆうじ      | スタジオ・ファンタジア           |
| 1989年10月21日 | ギャラガ                                                             | 100分    | 窪秀巳              | アウベック                       |
| 1989年11月4日  | 伊勢湾台風物語                                                       | 85分     | 神山征二郎          | 虫プロダクション                 |
| 1989年11月25日 | MEGAZONE23 III                                                       | 100分    | 荒牧伸志、八谷賢一  | AIC、アートミック                |
| 1989年12月16日 | きまぐれオレンジ★ロード 吾輩は猫であったりおサカナであったり         | 25分     | 中村孝一郎          | スタジオピエロ                   |
| 1989年12月16日 | きまぐれオレンジ★ロード ハリケーン!変身少女あかね                    | 25分     | 森健                | スタジオピエロ                   |
| 1989年12月16日 | きまぐれオレンジ★ロード HEART ON FIRE!「春はアイドル」「スター誕生」 | 50分     | 吉永尚之            | スタジオピエロ                   |
| ←1970年代      | ←1970年代                                                            | ↑目次    | 1990年代→           | 1990年代→                        |